# Dosage radio-immunologique

Formule des réactions de dosage radio-immunologique (RIA)

En médecine nucléaire, le dosage radio-immunologique, également appelé radio-immunologie, est un test immunologique utilisant l'analyse radiochimique in vitro de composés radioactifs associés à des antigènes.
Elle sert à doser de manière très précise des substances biologiques tels que les anticorps, les hormones, les enzymes, ou les stéroïdes. Elle a été mise au point dans les années 1950 par les Américains Solomon Berson et Rosalyn Yalow,. De nos jours, la méthode immuno-enzymatique ELISA a largement supplanté la radio-immunologie.